# 276568 Joestubler
276568 Joestubler este o planetă minoră (asteroid) din centura de asteroizi. A fost descoperită pe 27 septembrie 2003 la Sternwarte Davidschlag⁠(d) de Johannes Stübler⁠(d) și a fost numită după Johannes Stübler⁠(d). 
Obiectul prezintă o orbită caracterizată de o semiaxă mare de 3,0718678637847 UAi, o excentricitate de 0,14, o înclinație de 7 ° în raport cu ecliptica.